# Норичник
Нори́чник (лат. Scrophulária) — род многолетних трав или полукустарников семейства Норичниковые (Scrophulariaceae).

## Название
По одной из версий, название «норичник» происходит от названия болезни «норица» — так раньше называли изъязвление холки лошадей, которое лечили этой травой.

## Ботаническое описание

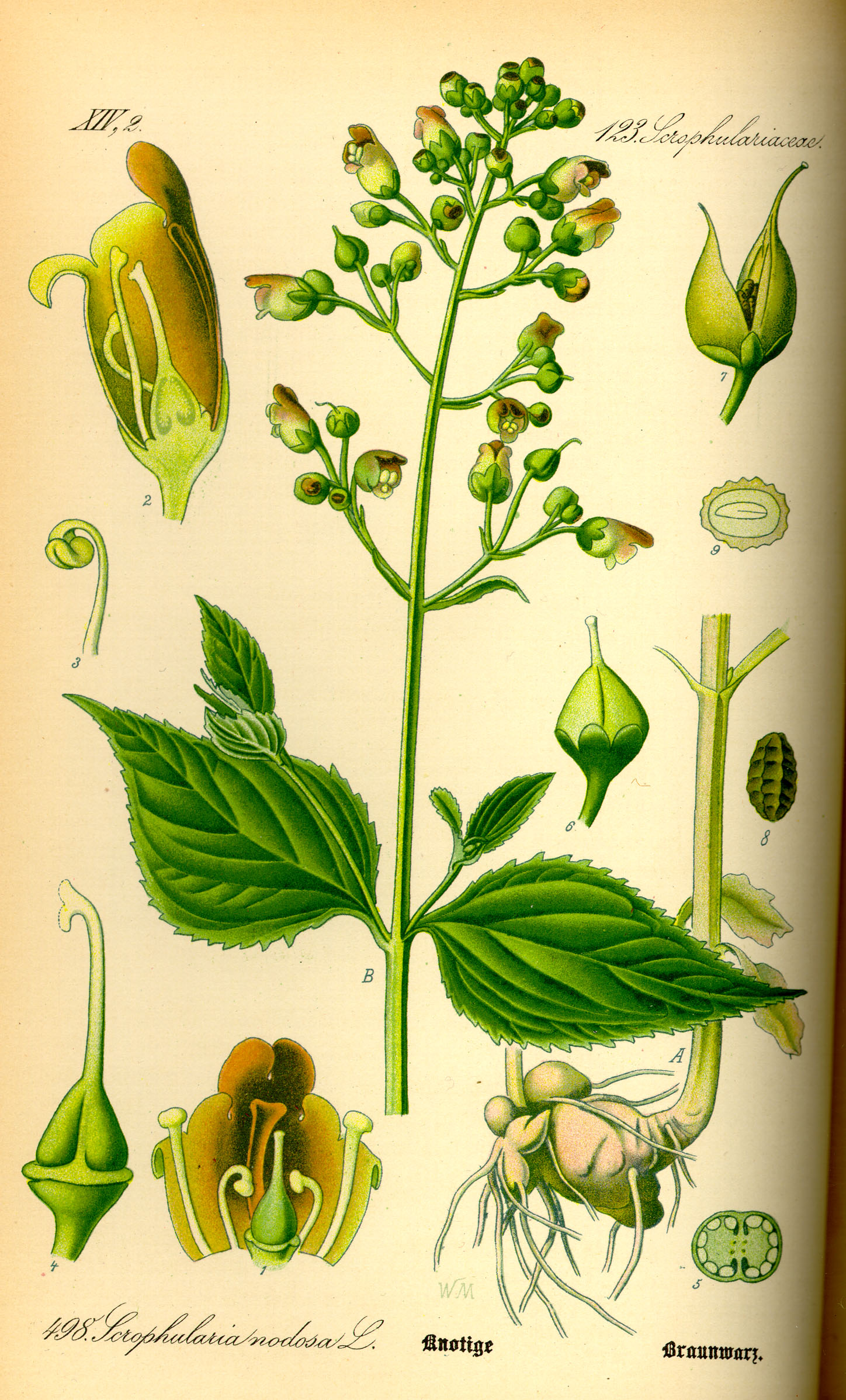
Scrophularia nodosa. из книги Prof. Dr. Otto Wilhelm Thomé

Многолетние, реже дву- или однолетние травы, иногда небольшие полукустарники.
Листья у них цельные или рассечённые, цельнокрайные или зубчатые, нижние супротивные, верхние очередные.
Цветки невзрачные, большей частью зеленоватые, жёлтые или пурпуровые, в длинных вильчатых, метельчатых или кистевидных соцветиях. Чашечка пятилопастная или пятираздельная. Венчик обычно двугубый, шаровидный или кувшинчатый, с почти двугубым пятилопастным отгибом и с нижней непарной лопастью, вниз отвороченной; четыре двусильных тычинки и железистый стаминодий (в виде чешуйки).
Плод — яйцевидная или почти шаровидная многосемянная коробочка, вскрывающаяся двумя створками; семена овальные, с поперечными морщинками.

## Распространение и экология
Виды преимущественно распространены в умеренных и субтропических областях Евразии, некоторые — в Северной и Центральной Америке и в Африке.
В бывшем СССР свыше 70 видов, главным образом на Кавказе и в Средней Азии.
В Европейской России дико растут пять видов, из них наиболее обыкновенны: Норичник узловатый, или шишковатый (Scrophularia nodosa) и Норичник крылатый (Scrophularia alata).
Норичник теневой (Scrophularia umbrosa) — эндемик Юго-Востока европейской части бывшего СССР.
Во флоре Крыма произрастают 8 видов, из них наиболее обыкновенны: Норичник узловатый (Scrophularia nodosa), Норичник скальный (Scrophularia rupestris) и Норичник собачий (Scrophularia canina). Два крымских вида — Норичник Гольде (Scrophularia goldeana) и Норичник тонкий (Scrophularia exilis) — являются эндемичными.

### Консортивныесвязи
Норичники являются кормовыми растениями для бабочек: огнёвок Anania verbascalis, Pyrausta aerealis, совки Diarsia florida, шашечницы красной (Melitaea didyma, Melitaea didyma occidentalis), шашечницы буроватой (Melitaea trivia fascelis), Neoharpyia verbasci, капюшонницы тёмно-серой (Shargacucullia blattariae), капюшонниц Shargacucullia caninae, Shargacucullia erythrocephala, Shargacucullia scrophulariphila, капюшонницы обыкновенной (Shargacucullia scrophulariae).

## Охранный статус
Норичник меловой (Scrophularia cretacea), Норичник сарептский (Scrophularia sareptana), Норичник растопыренный (Scrophularia divaricata) и Норичник теневой (Scrophularia umbrosa) относятся к редким видам на территории Волгоградской области., а Норичник меловой (Scrophularia cretacea) к редким растениям Ростовской области. Норичник крылатый (Scrophularia alata) — крайне редкий вид на территории Смоленской области.
Норичник меловой (Scrophularia cretacea) внесён в Красную Книгу Волгоградской, Курской, Ростовской областей, России и Украины, Норичник шишковатый (Scrophularia nodosa) — в Красную Книгу Хакасии, Норичник алтайский (Scrophularia altaica) — в Красную Книгу Кемеровской области, Норичник Скополи (Scrophularia scopolii) — в Красную Книгу Башкортостана и Свердловской области, а Норичник теневой (Scrophularia umbrosa) — в Красную Книгу Владимирской, Калужской, Кемеровской, Липецкой, Московской, Новосибирской, Саратовской, Смоленской областей, Латвийской республики, республики Татарстан, Хакасии, Чувашской республики.

## Хозяйственное значение и использование
Так как норичники содержат сапонины и алкалоиды, они ядовиты для крупного рогатого скота и овец.
Многие норичники хорошие медоносы.
Норичник шишковатый — лекарственное растение, широко используемое в народной медицине. Норичник Бюргера (Scrophularia buergeriana), произрастающий на Дальнем Востоке России, в китайской народной медицине используется для укрепления сердечной мышцы и снижения содержания сахара в крови.
Пёстролистную форму норичника узловатого и некоторые другие виды разводят как декоративные.

## Классификация

### Таксономия
- Scrophularia Tourn. ex L., 1753, Sp. Pl. : 619

Род Норичник включается в семейство Норичниковые (Scrophulariaceae) порядка Ясноткоцветные (Lamiales), последовательно входящего в более крупные клады Ламииды → Астериды → Суперастериды → Эвдикоты → Цветковые растения. Таксономическая схема в соответствии с Системой APG IV по состоянию на июнь 2024 года:
|  |                          |  |                                   |                                   |                        |  | еще 23 семейств |              |              |                                                             |
|  |                          |  |                                   |                                   |                        |  |                 |              |              | 297 подтвержденных видов и 42 вида, ожидающих подтверждения |
|  |                          |  |                                   | порядок Ясноткоцветные            |                        |  |                 |              | род Норичник |                                                             |
|  |                          |  |                                   | порядок Ясноткоцветные            |                        |  |                 |              | род Норичник |                                                             |
|  | клада Цветковые растения |  |                                   |                                   | семейство Норичниковые |  |                 |              |              |                                                             |
|  | клада Цветковые растения |  |                                   |                                   |                        |  |                 |              |              |                                                             |
|  |                          |  | ещё 63 порядка цветковых растений | ещё 63 порядка цветковых растений |                        |  |                 | еще 59 родов | еще 59 родов |                                                             |
|  |                          |  |                                   | ещё 63 порядка цветковых растений |                        |  |                 |              | еще 59 родов |                                                             |

## Виды
Некоторые из них:
- Scrophularia alata A.Gray — Норичник крылатый
- Scrophularia auriculata L. [syn.  Scrophularia aquatica auct. — Норичник водяной]
- Scrophularia buergeriana Miq. — Норичник Бюргера
- Scrophularia californica Cham.&Schltdl. — Норичник калифорнийский
- Scrophularia canina L. — Норичник собачий
- Scrophularia decomposita Royle ex Benth.
- Scrophularia elatior Benth.
- Scrophularia hierochuntina Boiss.
- Scrophularia kakudensis Franch.
- Scrophularia koraiensis Nakai
- Scrophularia lanceolata Pursh
- Scrophularia lucida L. — Норичник блестящий
- Scrophularia marilandica L.
- Scrophularia multicaulis Turcz. — Норичник многостебельный
- Scrophularia ningpoensis Hemsl. — Норичник нингпонский
- Scrophularia nodosa L. typus — Норичник шишковатый, или Норичник узловатый — обычен для всей Европы
- Scrophularia nudata Pennell
- Scrophularia orientalis L. — Норичник восточный
- Scrophularia pauciflora Benth. — Норичник малоцветковый
- Scrophularia rubricaulis Boiss.
- Scrophularia sambucifolia L. — Норичник бузинолистный
- Scrophularia scopolii Hoppe ex Pers. — Норичник Скополи
- Scrophularia striata Boiss.
- Scrophularia umbrosa Dumort. — Норичник теневой
- Scrophularia variegata M.Bieb. — Норичник пёстрый
- Scrophularia villosa Pennell — Норичник мохнатый
- Scrophularia xanthoglossa Boiss.
- Scrophularia xylorrhiza Boiss.&Hausskn.